# Семипалатинский областной комитет КП Казахстана
Семипалатинский областной комитет КП Казахстана — орган управления Семипалатинской областной партийной организацией КП Казахстана (1940—1991 годы).
Семипалатинская область образована 14 октября 1939 в составе Казахской ССР из части Восточно-Казахстанской области. Центр — г. Семипалатинск.

## Первые секретари Семипалатинского обкома КП Казахстана
период Сталина (1925—1953 г.)
- 03.1940 — 1942: Боголюбов, Николай Семёнович
- 1942—1943 Анастасьев, Харитон Лазаревич
- 1943—1951 Гарагаш, Александр Дементьевич
- 1951—1953 Мельник, Григорий Андреевич

период Хрущева (1953—1964 г.)
- 05.1953 — 04.1955: Койчубаев, Танаш Койчубаевич
- 1955—1957: Новиков, Семён Михайлович
- 1958 — 09.1960: Сужиков, Мухамедгали Аленович
- 09.1960 — 01.1961: Дауленов, Салькен Дауленович
- 1961 — 04.1970: Карпенко, Михаил Пантелеевич

период Брежнева (1964—1982 г.)
- 04.1970 — 04.1978: Морозов, Николай Ефимович
- 1978—1982: Рамазанов, Аманулла Габдулхаевич
- 1982 — 6.02.1987: Кубашев Сагидулла Кубашевич

период Горбачева (1985—1991 г.)
- 6.02.1987 — 7.09.1991: Бозтаев Кешрим Бозтаевич